# 吉日格
吉日格，意思是連兒，是蒙古族部分傳統棋類的統稱，至少可分為七種。

## 簡介
- 鹿連兒：蒙古鹿棋。
- 成連兒：蒙古直棋。
- 對連兒：蒙古跳棋，採用跳吃規則。
- 翻連兒：蒙古跳棋，採用跳換規則。
- 頂連兒：頂棋之類。
- 角連兒：牛角棋。
- 叉連兒：褲襠棋。